# Jan Krauter

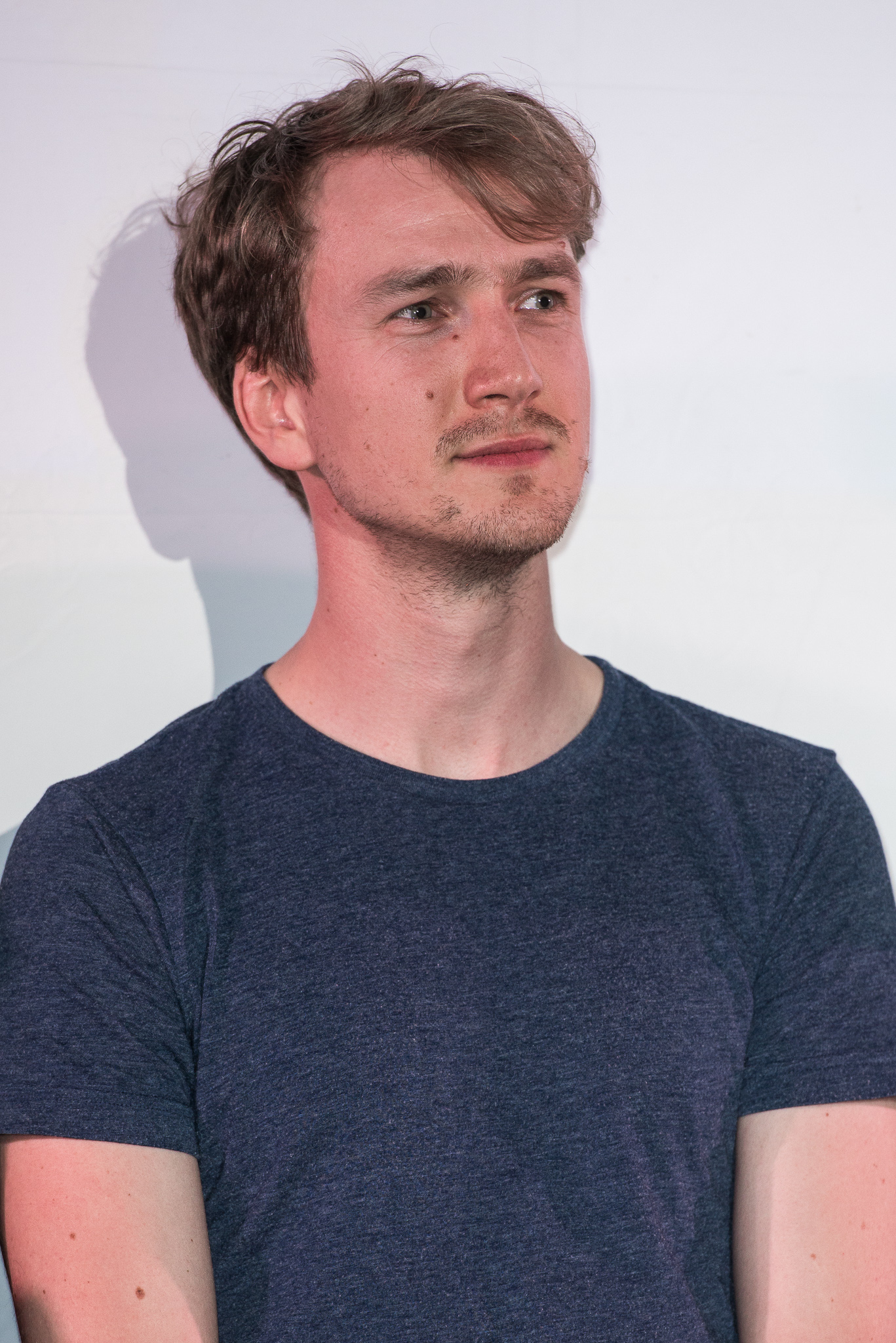
Jan Krauter beim Preview des zweiten Franken-Tatorts 2016

Jan Lennart Krauter (* 13. Dezember 1984 in Wilhelmshaven) ist ein deutscher Schauspieler und Hörspielsprecher.

## Leben

### Ausbildung und Theater
Jan Krauter wuchs in Hildesheim auf und besuchte das Gymnasium Andreanum. Nach dem Abitur absolvierte er von 2005 bis 2008 eine Schauspielausbildung an der Staatlichen Hochschule für Musik und Darstellende Kunst in Stuttgart, die er als Diplom-Schauspieler beendete.
2008 spielte er am Schauspiel Stuttgart die Titelrolle in Woyzeck (2008; Regie: Isabel Osthues) in einer Inszenierung der Staatlichen Hochschule für Musik und Darstellende Kunst Stuttgart. Für seine Darstellung des Woyzeck erhielt er im Juni 2008 den Solopreis als „Bester Schauspieler“ beim Theatertreffen Deutschsprachiger Schauspielstudierender in Rostock. Der Jury gehörten Andreas Dresen, Nicole Heesters, Michael Neuenschwander, Gertrud Roll und Christiane Schneider an. Nicole Heesters hielt für die Jury die Laudatio: „Er war ein unüblicher Woyzeck, nicht der, den wir gewöhnlich erwarten. Er spielte fassungslos, leise, fast wehrlos einen Menschen, der in die Rolle des Opfers gedrängt oder gemobbt wurde. Seine verhaltene Sprache spiegelte stets seine Situation – der verlorene, aus der Welt gefallene Mensch. Wir waren berührt und geben Jan Krauter für seine Darstellung einen Solopreis [....] und gratulieren.“
Nach seiner Ausbildung war er anschließend von 2008 bis 2013 festes Ensemblemitglied am Schauspiel Stuttgart. Er spielte dort u. a. Bassanius in Titus Andronicus (Regie: Volker Lösch, Premiere: Mai 2010, mit Lisa Bitter als Lavinia als Partnerin), Philippeau in Dantons Tod (Regie: Nuran David Calis, Premiere: März 2011), den Gesandten des Königs in Der Balkon von Jean Genet (Regie: Thomas Dannemann, Premiere: November 2011), die Titelrolle in Don Karlos (Regie: Hasko Weber, Premiere: Februar 2012, wieder mit Lisa Bitter als Elisabeth von Valois als Partnerin), die Hauptrolle des jungen Franz Meister, der erste Berührungen mit Homosexualität bekommt, in Rainer Werner Fassbinders Tropfen auf heiße Steine (Regie: Janek Liebetruth, Premiere: Juni 2012) und in Adam und Eva (Regie: Janek Liebetruth, Premiere: Dezember 2012), einem Musical nach der Komödie von Peter Hacks, als Engelsfürst Gabriel an der Seite von Marco Albrecht.
2013 spielte Krauter an der Seite der beiden Puppenspieler Sebastián Arranz und Hans Jochen Menzel am Ballhaus Ost in der Marionettentheater-Inszenierung Berlin – Ecke Schönhauser… unter dem Regisseur Christian Weise. In der Spielzeit 2013/14 hatte er ein Gastengagement am Deutschen Nationaltheater Weimar. Er spielte dort in einer Bühnenfassung des Romans Die drei Musketiere unter der Regie von Markus Bothe. 2014 trat er als Gast am Schauspielhaus Hamburg in dem Weihnachtsstück König Artus von Markus Bothe auf. In der Spielzeit 2014/15 spielte er als Gast am Theater Heidelberg. In dem Stück Katzelmacher von Rainer Werner Fassbinder übernahm er, erneut unter der Regie von Isabel Osthues, die Rolle des Dorfbewohners Erich. In der Spielzeit 2015/16 trat er am Schauspielhaus Bochum als Sir Lancelot im Musical Monty Python’s Spamalot auf.
In der Spielzeit 2019/20 war Krauter am Nationaltheater Weimar für zwei Produktionen als Fechtmeister und Kampfchoreograph engagiert. In Christian Weises Neuinszenierung der Oper Hoffmanns Erzählungen stand er außerdem als Hoffmann-Double auf der Bühne.
Jan Krauter lebt nach mehreren Jahren in Stuttgart mittlerweile in Berlin.

### Film und Fernsehen
Jan Krauter war zunächst schwerpunktmäßig am Theater beschäftigt. Nachdem er seit 2009 erste kleinere Fernseh- und Filmrollen wie als Patrick Pohl in Ingo Raspers Ein Praktikant fürs Leben übernahm, ist er seit 2015 verstärkt in Fernseh- und Filmproduktionen zu sehen.
In dem Spielfilm Grzimek (2015) verkörperte er, an der Seite von Ulrich Tukur, die Rolle von Bernhard Grzimeks Sohn Michael Grzimek. Im vorletzten Bella-Block-Krimi Die schönste Nacht des Lebens (2015) war er in einer Hauptrolle als Erster Offizier Thorsten Schmalbrink, der eine homosexuelle Liebesbeziehung zu einem jungen Marine-Kadetten hat, zu sehen. Im zweiten Franken-Tatort Das Recht, sich zu sorgen (2016) spielte er den jungen Präparator Lando Amtmann, der unter Tatverdacht gerät. In der 17. Staffel der ZDF-Serie SOKO Leipzig (2016) war er in einer Episodenrolle als tatverdächtiger Kindsvater Jens Langhardt zu sehen.
Von November 2016 bis November 2021 verkörperte er in der ZDF-Krimireihe Solo für Weiss die Rolle von Simon Brandt, einen mit einer Spielsucht kämpfenden Polizeiermittler der Lübecker Mordkommission und den neuen Partner der LKA-Zielfahnderin Nora Weiss (Anna Maria Mühe).
Im Frankfurter Tatort: Wendehammer (Erstausstrahlung: Dezember 2016) spielte er den an Paranoia leidenden Nils Engels, der „verschanzt und verdrahtet, in einem Luxus-Bungalow in einem Frankfurter Vorort“ lebt und seine Nachbarschaft überwacht. In dem historischen Fernsehfilm Zwischen Himmel und Hölle (Erstausstrahlung: Oktober 2017) über den Beginn der Reformation in Wittenberg war er der deutsche Reformator und Revolutionär Thomas Müntzer. Im Bremer Tatort: Im toten Winkel (Erstausstrahlung: März 2018) verkörperte Krauter einen Ehemann und Familienvater, der sich beim Medizinischen Dienst über die nicht sachgemäße Intensivpflege seiner Frau beschwert hatte, weil er einen Abrechnungsbetrug vermutet. In der im Ersten ausgestrahlten Kriminalfilmreihe Wolfsland hatte Krauter als Kneipenbesitzer und ehemaliger Anführer einer Verbrecherbande eine weitere Fernsehhauptrolle. In der TV-Doku-Serie Krieg der Träume (2018) übernahm Krauter die historische Figur des Hans Beimler, der als Obermaat der kaiserlichen Hochseeflotte in Cuxhaven dient, und sich, als seine Mannschaft im Oktober 1918 zu einer letzten, aussichtslosen Schlacht auslaufen soll, dem Kieler Matrosenaufstand anschließt. Im Polizeiruf 110: Der Fall Sikorska (Erstausstrahlung: November 2018) spielte Krauter den nach der Trennung von seiner Frau wieder im Hause seiner Eltern lebenden, alleinerziehenden Familienvater und Lehrer Leo Heise, dessen Au-pair-Mädchen tot aufgefunden wurde. Im Magdeburger Polizeiruf 110: Zehn Rosen (Erstausstrahlung: Februar 2019) spielte er, an der Seite von Alessija Lause, den Liebhaber einer tatverdächtigen transsexuellen Blumenhändlerin, der sich jedoch öffentlich nicht zu ihr bekennen will. In der ARD-Fernsehreihe Der Zürich-Krimi (März 2019) übernahm er eine der Nebenrollen als „penibler Innendienstler“ Dobler.
In der sechsteiligen TV-Serie Die Neue Zeit über die Gründerjahre des Staatlichen Bauhauses in Weimar (2019), war er als Bauhauslehrer Josef Albers zu sehen.
In der 15. Staffel der ZDF-Serie Der Kriminalist (2020) übernahm Krauter eine der Episodenhauptrollen als nichtehelicher Sohn eines dementen ehemaligen Westberliner Bauunternehmers und Inhaber der Baufirma seines Vaters. Im TV-Thriller Im Abgrund, der im September 2020 im Ersten erstausgestrahlt wurde, gehörte Krauter als guter Freund und hilfsbereiter Nachbar einer Pfarrhaushälterin, deren 8-jähriger Sohn spurlos verschwunden ist, zu den Verdächtigen. In dem am Tag des Mauerbaus spielenden Fernsehfilm 3½ Stunden (2021) war Krauter in einer Hauptrolle als regimekritischer DDR-Ingenieur Gerd Kügler zu sehen. In dem TV-Film Sterben auf Probe (2021) aus der ZDF-Krimireihe Ein starkes Team spielte er den tatverdächtigen ältesten Sohn eines getöteten Berliner Speditionsunternehmers, der von seinem Vater bei der Geschäftsführung übergangen wurde.
Im Dortmunder Tatort: Liebe mich! (2022) war er als tatverdächtiger Bestattungsunternehmer Thomas Ihle zu sehen. Im 14. Film der ZDF-Kriminalfilmreihe Spreewaldkrimi mit dem Titel Tote trauern nicht (2022) spielte er den Familienvater und Ex-Juristen Gerald Heyse, der, mittlerweile arbeitslos und beginnender Trinker, versucht, mit dem tragischen Unfalltod seiner sechsjährigen Tochter fertigzuwerden.
In dem im Juni 2022 auf dem Münchener Filmfest uraufgeführten und im Oktober 2022 erstausgestrahlten Fernsehfilm Ramstein – Das durchstoßene Herz spielte Krauter die Rolle des ersten Notarztes auf dem Flugfeld nach dem Flugtagunglück von Ramstein.
Im ZDF-Montagsfilm Du sollst hören (2022) war er an der Seite von Claudia Michelsen als jüngerer Ehemann einer engagierten und in einem Familienrechtsverfahren auch selbst emotional involvierten Richterin zu sehen. In dem MeToo-Krimidrama So laut du kannst (2022) spielte er in einer der Hauptrollen den charmanten und vermeintlich hilfsbereiten, in Wirklichkeit aber karrierebewussten Anwalt Maximilian Holtdorf.
In dem ZDF-Krimi Kommissarin Lucas – Du bist mein (März 2023) spielte Krauter unter der Regie von Uwe Janson an der Seite von Ulrike Kriener und Claudia Kottal in einer Episodenhauptrolle die Rolle des psychopathischen Windradkonstrukteurs Sascha Ondra.
In der vierteiligen Mini-Serie Unschuldig – Der Fall Julia B., nach einer Vorlage von Matthew Arlidge und Chris Lang zu der ITV-Fernsehserie Innocent, war er im Oktober 2023 an der Seite von Emily Cox als deren Ex-Ehemann in der männlichen Hauptrolle zu sehen.
Im Januar 2024 war Krauter an der Seite von Karoline Schuch und Felix Kramer in einer durchgehenden Serienhauptrolle als Adrian Demko, querschnittgelähmter Freund der beiden Ermittler aus Kindertagen, in der internationalen ARD-Mystery-Serie Oderbruch zu sehen.
Seit 2022 verkörpert er in der ARD-Fernsehkrimireihe Lost in Fuseta, basierend auf der gleichnamigen Romanreihe, die Hauptrolle des Hamburger Kommissars und Asperger-Autisten Leander Lost. Anfang September 2022 wurde der Fernsehzweiteiler Lost in Fuseta – Ein Krimi aus Portugal gesendet. Die Erstausstrahlung der zweiteiligen Fortsetzung Spur der Schatten erfolgte Anfang April 2024 auf Das Erste.

## Filmografie (Auswahl)

### Kurzfilme
- 2009: Personenschaden
- 2012: Noch nie gut im Juni
- 2013: How to Get a Girl in 60 Seconds
- 2014: Elevator Kitsch
- 2016: Das letzte Stück

### Spielfilme
- 2010: Ein Praktikant fürs Leben
- 2015: Neue Natur: Art Girls Intern
- 2015: Grzimek
- 2017: Zwischen Himmel und Hölle
- 2020: Im Abgrund
- 2020: Exit
- 2021: Ostfriesenangst
- 2021: Goldjungs
- 2021: 3½ Stunden
- 2022: Du sollst hören
- 2022: Ramstein – Das durchstoßene Herz
- 2022: So laut du kannst
- 2023: Unschuldig – Der Fall Julia B. (Zweiteiler)

### Fernsehreihen und Fernsehserien
- 2015: Bella Block: Die schönste Nacht des Lebens
- 2016: Tatort: Das Recht, sich zu sorgen
- 2016: SOKO Leipzig (Folge Schutzlos)
- 2016: Tatort: Wendehammer
- 2016–2021: Solo für Weiss (6 Folgen)
  - 2016: Das verschwundene Mädchen
  - 2016: Die Wahrheit hat viele Gesichter
  - 2018: Es ist nicht vorbei
  - 2018: Für immer Schweigen
  - 2020: Schlaflos
  - 2021: Das letzte Opfer
- 2017: Harter Brocken: Der Bankraub
- 2018: Tatort: Im toten Winkel
- 2018: Wolfsland: Der steinerne Gast
- 2018: Krieg der Träume (5 Folgen)
- 2018: Polizeiruf 110: Der Fall Sikorska
- 2019: Polizeiruf 110: Zehn Rosen
- 2019: Der Zürich-Krimi: Borchert und der Sündenfall
- 2019: Alarm für Cobra 11 – Die Autobahnpolizei (Folge Die Liste)
- 2019: Die Neue Zeit (6 Folgen)
- 2019: Schuld nach Ferdinand von Schirach (Folge Einsam)
- 2019: Löwenzahn (Folge Schwerkraft – Der galaktische Wunderschuh)
- 2020: Der Kriminalist (Folge Wider das Vergessen)
- 2021: Deutschland 89 (Folge Vula)
- 2021: SOKO Potsdam (Folge Mädchen ohne Namen)
- 2021: Ein starkes Team: Sterben auf Probe
- 2022: Tatort: Liebe mich!
- 2022: Spreewaldkrimi: Tote trauern nicht (Fernsehreihe)
- 2022: Strafe (Folge Der Taucher)
- seit 2022: Lost in Fuseta (Fernsehreihe)
  - 2022: Lost in Fuseta – Ein Krimi aus Portugal (Zweiteiler)
  - 2024: Lost in Fuseta – Spur der Schatten (Zweiteiler)
- 2023: Kommissarin Lucas – Du bist mein (Fernsehreihe)
- 2023: WatchMe – Sex sells (Folge Show the goodies!)
- 2023: Tatort: Murot und das Paradies
- 2024: Oderbruch (8 Folgen)
- 2025: Mordlichter – Tod auf den Färöer Inseln

## Hörspiele
- 2009: Thom Kubli: Teamgeist – Regie: Ulrich Lampen (SWR)[44]
- 2010: Johann Wolfgang von Goethe: Die Leiden des jungen Werthers (3. Teil) – Regie: Christiane Ohaus (Radio Bremen/hr/rbb)[45]
- 2011: Margarete Groschupf: Olga – Regie: Maria Ohmer (SWR)[46]
- 2019: Tom McCarthy: Remainder – Regie: Hannah Georgi (NDR)[47]
- 2020: Kathrin Röggla: Verfahren – Regie: Hannah Georgi (WDR)[48]